# Wilhelm Rosenbaum (SS-Mitglied)

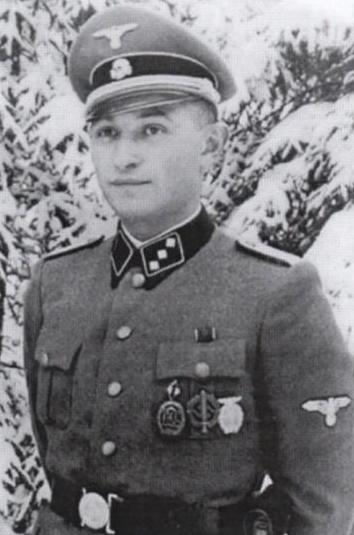
Wilhelm Rosenbaum

Wilhelm Karl Johannes Rosenbaum (* 27. April 1915 in Berlin-Prenzlauer Berg; † 4. April 1984 in Hamburg) war ein deutscher SS-Offizier, der in der NS-Zeit an zahlreichen Morden und weiteren Verbrechen beteiligt war. Er wurde 1968 in einem Gerichtsverfahren in Hamburg zu einer lebenslangen Gefängnisstrafe verurteilt. 1982 wurde er bedingt entlassen.

## Leben und Wirken

### Kindheit und Jugend (1915 bis 1934)
Wilhelm Rosenbaum wurde 1915 als Sohn des Berliner Kommunalbeamten Peter Rosenbaum geboren. Die Mutter starb, als Rosenbaum ein Jahr alt war. Aus einer früheren Ehe des Vaters entstammte der Bruder Franz Rosenbaum (* 1910). Aus der dritten Ehe ging der jüngere Bruder Kurt Rosenbaum (* 1919) hervor. Das Familienleben war durch Gewalt und Zurücksetzung Rosenbaums und seines älteren Bruders durch die Stiefmutter geprägt, die sie schlug und als „Polackenkinder“ schmähte.
Von 1921 bis 1926 besuchte Rosenbaum die Volksschule, danach wurde er an einer Realschule unterrichtet, die er 1931 mit schlechten Noten verließ. Aus seinem Elternhaus zog Rosenbaum, der seit dem Herbst 1930 Mitglied der Hitler-Jugend war, im Oktober 1932 aus. Nachdem Rosenbaum bereits am 1. Februar 1932 in die SA eingetreten war, lebte er ab dem November 1932 in der SA-Sportschule Prenden. Zum 1. März 1932 trat er der NSDAP bei (Mitgliedsnummer 952.610).
Von Frühjahr 1933 bis Herbst 1934 schlug Rosenbaum sich mit verschiedenen Gelegenheitsarbeiten durch: Anfang 1933 war er beim Arbeitsdienst tätig, dann besuchte er von Mai bis August 1933 die Reichsführerschule des Freiwilligen Arbeitsdienstes, um schließlich bei der Deutschen Arbeitsfront (DAF) als Hilfsarbeiter (Postsortieren und ähnliches) unterzukommen.

### SS-Karriere (1936 bis 1945)
Von November 1934 bis September 1935 gehörte Rosenbaum dem 12. Infanterie-Regiment der Reichswehr in Dessau-Halberstadt an. Anschließend fand er eine Stelle als Büroangestellter bei der SS. Auf Anraten seiner Kollegen verließ Rosenbaum die SA und trat in die SS ein, in die er am 1. Juli 1936 auf Bewährung aufgenommen wurde. Im Herbst 1936 übernahm er eine Stellung bei der Staatspolizei in Berlin. Dort war er vor allem mit der Registrierung von Waffenbesitz- und Beschlagnahmungsangelegenheiten betraut.
Im August 1937 heiratete Rosenbaum Hedwig Bober. Aus der Ehe, die 1940 wieder geschieden wurde, ging eine Tochter Ellen (* 22. Juni 1938) hervor.
Nach dem Beginn des Überfalls auf Polen im September 1939 wurde Rosenbaum dem Inspekteur der Sicherheitspolizei in Oppeln zugeteilt. Als SS-Oberscharführer gehörte er in der Folge der von Otto Sens geführten SS-Einheit an, die Partisanen und Aufständische in Oppeln, in Częstochowa und zuletzt in Krakau bekämpfte. In Krakau gehörte er einem von SS-Hauptsturmführer Hans Krüger geleiteten Erschießungskommando der Sicherheitspolizei ein, das von Kriegsgerichten zum Tode verurteilte „Reichsfeinde“ erschoss.
Im November 1939 wurde Rosenbaum dem Büro von Karl Eberhard Schöngarth, dem Befehlshaber der Sicherheitspolizei und des SD in Krakau, zugeteilt. Im Dezember 1939 wurde er als Wirtschaftsführer mit der Reorganisation der von Hans Krüger geleiteten Führerschule der Sicherheitspolizei in Zakopane beauftragt. Im Juli 1940 wurde die Schule nach Bad Rabka verlegt. Am neuen Standort der Einrichtung übernahm Rosenbaum die Aufgabe eines Polizeisekretärs. Nach der Versetzung Krügers nach Krakau übernahm er die Leitung der Schule.
Im April 1941 wurde Rosenbaum dem Büro von Schöngarth in Krakau zugeteilt, in dem ihm die Aufgabe zufiel, einen Offiziersklub zu organisieren. Von Juni bis Herbst 1941 gehörte er als Angehöriger des Schöngarth unterstehenden Einsatzkommandos zur besonderen Verwendung an, das an Massenerschießungen in Galizien beteiligt war. Anschließend übernahm er bis Frühling 1943 die Leitung der Sipo-SD-Schule in Rabka. Dort beteiligte er sich an der Ausbeutung zahlreicher Juden und anderer Personen, die in Rabka als Zwangsarbeiter gefangen gehalten und ermordet wurden. Außer regelmäßigen, von ihm veranlassten Massenerschießungen konnten ihm später auch Fälle persönlicher Misshandlung nachgewiesen werden: So trug er ständig eine mit Metall besetzte Peitsche mit sich herum, mit der er ihm ausgelieferte Personen häufig misshandelte.
1943 wurde Rosenbaum zur Strafe für zahlreiche Unterschlagungen von jüdischem Eigentum nach Krakau versetzt, wo er im August zum zweiten Mal heiratete. Bald danach wurde er nach Salzburg geschickt. Kurz nach seiner Beförderung zum SS-Untersturmführer am 20. April 1945 floh Rosenbaum nach Simmling, wo er das Kriegsende erlebte.

### Nachkriegszeit
Nach dem Ende des Krieges arbeitete Rosenbaum kurzzeitig als Transportarbeiter für einen landwirtschaftlichen Betrieb in der Sowjetischen Besatzungszone. Später ging er nach Hamburg, wo er als Versicherungsagent, Privatdetektiv und Handelsreisender arbeitete. 1949 eröffnete er dort einen Süßwarenladen, um sich schließlich dem Verkauf von Konfektionswaren im Großhandel zuzuwenden. Mit einem Jahresumsatz von 1,3 Millionen DM brachte er es in diesem Bereich zu bescheidenem Wohlstand.
Am 7. September 1961 wurde Rosenbaum von den bundesrepublikanischen Behörden wegen Kriegsverbrechen verhaftet. Am 15. August 1968 verurteilte ihn das Landgericht Hamburg zu einer lebenslangen Freiheitsstrafe. Verfahrensgegenstand waren Massen- und Einzeltötungen in Bad Rabka durch Erschießen und Hängen. Zu den Opfern zählten jüdische Zwangsarbeiter, Juden, die sich der Deportation in ein Konzentrationslager hatten entziehen können, sowie eine jüdische Familie, die denselben Namen wie der Angeklagte trug. 1982 wurde Rosenbaums Reststrafe zur Bewährung ausgesetzt und er wurde aus der Haft entlassen. Er starb 1984.